# 霍斯特雷什皮利
51°0′42″N 33°56′26″E / 51.01167°N 33.94056°E
霍斯特雷什皮利（羅馬化：Hostryi Shpyl）是位於烏克蘭東北部的村莊，由蘇梅州羅姆內區的內德里海利夫市鎮負責管轄。該村處於捷爾恩河右岸，距離下薩加里夫卡1公里，海拔高度139米，2001年人口35。